# Óscar Escamilla
Óscar Escamilla (ur. 1969) – kolumbijski dziennikarz i antropolog, obecnie korespondent włoskiej agencji ANSA.
Współautor (razem z Luisem Novoą) reportażu La tragedia continúa (2000) o tragicznych konsekwencjach trzęsienia ziemi w kolumbijskim mieście Armenia. Reportaż ten został wyróżniony Krajową Nagrodą w dziedzinie Reportażu i Kroniki Dziennikarskiej Uniwersytetu w kolumbijskiej Antiochii. Oprócz niego Óscar Escamilla jest również autorem książek Narcoextravagancia (2002) i Manual de autoprotección para periodistas en el conflicto colombiano (2003) - podręcznika dla dziennikarzy, którzy relacjonują konflikt zbrojny w Kolumbii. Podręcznik pokazuje, jak powinni postępować, chronić się i zachowywać w celu uniknięcia zagrożenia.